# Capitoul

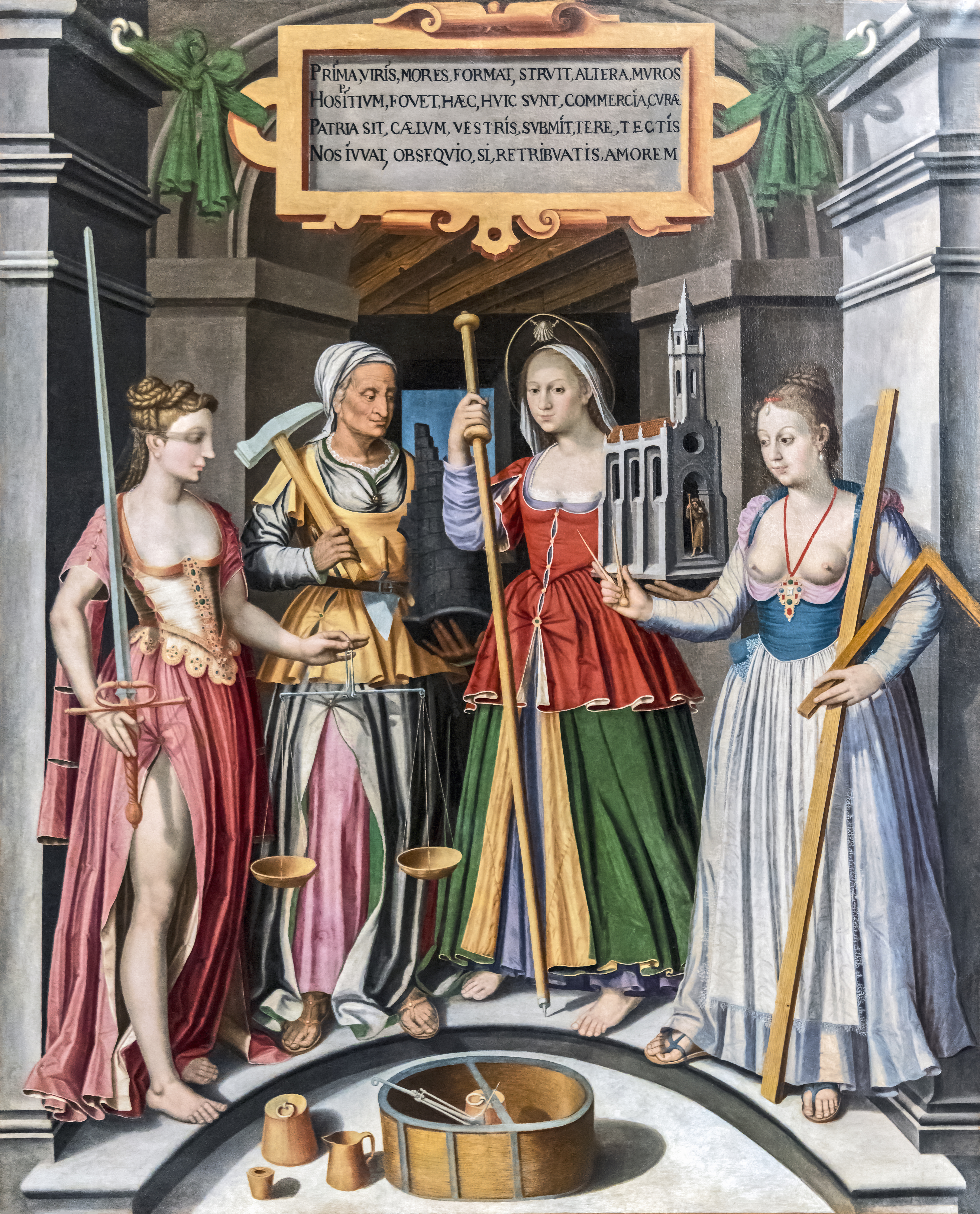
Les Quatre fonctions du Capitoulat toulousain, Musée des Augustins, Tolosa.

I Capitoul furono, dal Medioevo, gli abitanti eletti dai diversi quartieri di Tolosa per costituire il consiglio municipale cittadino.
Per diventare Capitoul era necessario essere uomini di età superiore ai 25 anni, sposati, cattolici, proprietari di una casa in città ed esercitare una professione onorevole: avvocato, procuratore, scudiero o mercante.
Tolosa era una città che poteva esercitare il diritto di giustizia e difesa e la signoria su un vasto territorio circostante, quindi il ruolo dei Capitoul non era solo amministrativo, ma anche giudiziario e militare. Le loro funzioni erano riconosciute dalla Corona come nobili e nobilitanti. L'istituzione del Parlamento di Tolosa nel XIV secolo ridusse le loro prerogative giudiziarie. Il capitolato venne abolito con la Rivoluzione francese, destino comune a tutte le altre istituzioni locali (come il Parlamento e l'università).